# Гаскоња
Гаскоња (француски: Gascogne, гасконски: Gasconha) је историјска провинција на југозападу Француске, која је пред француску револуцију представљала једну од њених традиционалних провинција.
Обухвата делове француских провинција Аквитаније и Средњих Пиринеја. Историјски се састојала од северних обронака Пиринеја и протезала се на исток од Баскије дуж француско-шпанске границе до Тулуза на горњем току реке Гароне.